# 柏家沟镇
柏家沟镇，是中华人民共和国辽宁省沈阳市法库县下辖的一个乡镇级行政单位。

## 行政区划
柏家沟镇下辖以下地区：
柏家沟村、小沟村、刘大沟村、刘小船村、新立村、大六家子村、小六家子村、肖家街村、党家街村、龙家村、夏堡村、头台子村、东二台子村和前山村。